# أندريه كينغ
أندريه كينغ (بالإنجليزية: Andre King)‏ هو لاعب كرة قاعدة أمريكي، ولد في 26 نوفمبر 1973 في كينغستون في جامايكا.

## وصلات خارجية
- أندريه كينغ على موقع مرجع كرة القدم المحترفة.كوم (الإنجليزية)